# Lijst van afleveringen van Life
Dit is een lijst van afleveringen van Life, een Amerikaanse misdaadserie.

## Seizoen 1
| #  | Titel Aflevering       | Uitzenddatum V.S. | Uitzenddatum Nederland |
| -- | ---------------------- | ----------------- | ---------------------- |
| 1  | Merit Badge (Pilot)    | 26 september 2007 | 4 maart 2008           |
| 2  | Tear Asunder           | 3 oktober 2007    | 11 maart 2008          |
| 3  | Let Her Go             | 10 oktober 2007   | 18 maart 2008          |
| 4  | What They Saw          | 17 oktober 2007   | 25 maart 2008          |
| 5  | The Fallen Woman       | 24 oktober 2007   | 1 april 2008           |
| 6  | Powerless              | 31 oktober 2007   | 8 april 2008           |
| 7  | A Civil War            | 7 november 2007   | 15 april 2008          |
| 8  | Farthingale            | 14 november 2007  | 22 april 2008          |
| 9  | Serious Control Issues | 28 november 2007  | 29 april 2008          |
| 10 | Dig a Hole             | 3 december 2007   | 6 mei 2008             |
| 11 | Fill It Up             | 5 december 2007   | 13 mei 2008            |

## Seizoen 2
| #  | Titel Aflevering             | Uitzenddatum V.S. | Uitzenddatum Nederland |
| -- | ---------------------------- | ----------------- | ---------------------- |
| 1  | Find Your Happy Place        | 29 september 2008 | 8 januari 2009         |
| 2  | Everything. . . All the Time | 3 oktober 2008    | 15 januari 2009        |
| 3  | The Business of Miracles     | 6 oktober 2008    | 22 januari 2009        |
| 4  | Not for Nothing              | 10 oktober 2008   | 29 januari 2009        |
| 5  | Crushed                      | 17 oktober 2008   | 5 februari 2009        |
| 6  | Did You Feel That?           | 24 oktober 2008   | 12 februari 2009       |
| 7  | Jackpot                      | 5 november 2008   | 19 februari 2009       |
| 8  | Black Friday                 | 12 november 2008  | 26 februari 2009       |
| 9  | Badge Bunny                  | 19 november 2008  | 5 maart 2009           |
| 10 | Evil...And His Brother Ziggy | 3 december 2008   | 5 maart 2009           |
| 11 | Canyon Flowers               | 10 december 2008  | 12 maart 2009          |
| 12 | Trapdoor                     | 17 december 2008  | 12 maart 2009          |
| 13 | Re-Entry                     | 4 februari 2009   | 19 maart 2009          |
| 14 | Mirror Ball                  | 11 februari 2009  | 19 maart 2009          |
| 15 | I Heart Mom                  | 18 februari 2009  | 26 maart 2009          |
| 16 | Hit Me Baby                  | 25 februari 2009  | 26 maart 2009          |
| 17 | Shelf Life                   | 11 maart 2009     | 2 april 2009           |
| 18 | 3 Women                      | 18 maart 2009     | 9 april 2009           |
| 19 | 5 Quarts                     | 25 maart 2009     | 16 april 2009          |
| 20 | Initiative 38                | 1 april 2009      | 23 april 2009          |
| 21 | One                          | 8 april 2009      | 30 april 2009          |